# Ashley Blue
Ashley Blue (nascuda el 8 de juliol de 1981) és el pseudònim de l'actriu porno estatunidenca Oriana Small.

## Biografia
Ashley Blue ha guanyat diversos premis de AVN, inclosos a Millor Actriu Femenina en 2004 i Millor Actriu de Repartiment en 2005. El març de 2004 va signar un contracte de tres anys amb JM Productions, apareixent en la sèrie Girlvert.
El 14 de febrer de 2007 va concloure el seu contracte amb JM Productions, passant immediatament a un acord d'un anys amb LA Direct Models.
Blue ha mantingut relacions de parella amb actors de la indústria del porno, com ara Trent Tesoro i Jonni Darkko. Ella va demandar a Tesoro en un episodi de Judge Mathis en el 2003.
Blue actualment està en una relació afectiva amb el fotògraf Dave Naz.
Ella fa la veu d'un personatge per als dibuixos animats Three Thug Mice.
El pintor suec Karl Backman va pintar un retrat de l'actriu en 2011 per a una exposició en el Museum of Porn in Art.

## Premis
- 2004 Premis AVN Actriu de l'any
- 2005 Premis AVN per Millor Actriu de Repartiment (Video) – Adori[8]
- 2005 Premis AVN per Millor Escena de Dones (Video) – The Violation of Audrey Hollander (amb Audrey Hollander, Gia Paloma, Tyla Wynn, Brodi i Kelly Kline)[8]
- 2005 Premis XRCO per Millor Escena Dona/Dona – The Violation of Audrey Hollander[9]
- 2007 Premi AVN Award per Millor Escena de Sexe Indignantepor l'escena "Meat is Murder" (Compartida amb Amber Wild i Steven French)
- 2013 Saló de la fama d'AVN[10]